# Terebellides lanai
Terebellides lanai är en ringmaskart som beskrevs av Solis-Weiss, Fauchald och Blankensteyn 1991. Terebellides lanai ingår i släktet Terebellides och familjen Trichobranchidae.
Artens utbredningsområde är Mexikanska golfen. Inga underarter finns listade i Catalogue of Life.